# Schizomus vinsoni
Schizomus vinsoni är en spindeldjursart som beskrevs av Lawrence 1969. Schizomus vinsoni ingår i släktet Schizomus och familjen Hubbardiidae. Inga underarter finns listade i Catalogue of Life.